# David T. Lykken

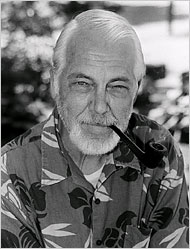
David T. Lykken

David Thoreson Lykken (Minneapolis, 18 juni 1928 – Minneapolis, 15 september 2006) was een gedragsgeneticus en emeritus hoogleraar in Psychologie en Psychiatrie aan de Universiteit van Minnesota. Hij is vooral bekend geworden door zijn tweelingenonderzoek en onderzoek naar leugendetectie.

## Biografie
Lykken is geboren in Minneapolis, Minnesota, zat in de Amerikaanse marine en studeerde aan de Universiteit van Minnesota op kosten van het leger. Hij verkreeg hier zijn bachelorstitel en masterstitel in de psychologie en statistiek in 1952, en promoveerde in de klinische psychologie en neuropsychiatrie op het onderwerp psychopathie in 1955. Hij bleef gedurende zijn verdere loopbaan aan de Universiteit van Minnesota verbonden, waar hij vanaf 1988 tot aan zijn dood in 2006 emeritus hoogleraar was.

## Werk
Lykken verwierf bekendheid door zijn onderzoek naar tweelingen waarmee hij in 1970 een begin maakte. Hij was hoofdonderzoeker binnen het Minnesota Twin Family Study project, dat zich richtte op de erfelijke bepaaldheid van psychologische eigenschappen (waaronder intelligentie) bij eeneiige en twee-eiige tweelingen. Hij was medeondertekenaar van een manifest naar aanleiding van het controversiële boek The Bell Curve, met als titel "Mainstream Science on Intelligence". Het manifest was geschreven door de redacteur van het tijdschrift Intelligence Linda Gottfredson, en gepubliceerd in het Wall Street Journal in 1994 en in Intelligence in 1997.
Lykkens onderzoek richtte zich mede op ontwikkeling van nieuwe technieken voor leugendetectie. Hij schreef in 1979 een belangrijk artikel in het Psychological Bulletin, waarin hij kritiek uitoefende op de gangbare methode van leugendetectie door middel van het stellen van controlevragen. In plaats hiervan verdedigde hij een andere aanpak, namelijk de schuldige kennistechniek.
Ook verdedigde hij het standpunt dat menselijk geluk (happiness) en eigenschappen als een goed humeur, tevredenheid en opgewektheid niet alleen afhingen van iemands levensomstandigheden, maar voor een groot deel ook op erfelijkheid berusten.
Lykken is gekozen als een Fellow van de American Psychological Association (Division 1), als Charter Fellow van de American Psychological Society en fellow van de American Association for the Advancement of Science. He was ook lid van de Behavior Genetics Association en de International Society for Twin Research. Hij fungeerde vaak als consultant voor het bedrijfsleven en regering. In zijn loopbaan is hij regelmatig bij rechtszaken geraadpleegd als getuige-deskundige op het gebied van de leugendetectie, het gebruik van de polygraaf en persoonlijkheidstests.